# Dimitri Rougeul
Pour les articles homonymes, voir Rougeul.
Dimitri Rougeul, né le 7 septembre 1981 à Thiais, est un acteur français spécialisé dans le doublage.

## Théâtre
- 1994 : On purge bébé de Georges Feydeau, mise en scène de Bernard Murat, Théâtre Édouard-VII
- 1997 : Les Côtelettes de Bertrand Blier, mise en scène Bernard Murat, Théâtre de la Porte-Saint-Martin

## Filmographie

### Cinéma
- 1988 : Voulez-vous mourir avec moi ? de Petra Haffter : Franck
- 1988 : Mes nuits sont plus belles que vos jours d'Andrzej Żuławski
- 1989 : Vanille Fraise de Gérard Oury : le petit Xavier
- 1990 : L'Opération Corned-Beef de Jean-Marie Poiré : Benoît Granianski
- 1992 : La Crise de Coline Serreau : Antoine
- 1994 : Quand j'avais cinq ans je m'ai tué de Jean-Claude Sussfeld : Gilbert « Gil » Rembrant
- 1995 : Au petit Marguery de Laurent Bénégui : Barnabé en 1968

### Télévision

#### Téléfilms
- 1986 : le rire de Caïn de Marcel Moussy
- 1987 : Qui c'est ce garçon? de Nadine Trintignant
- 1989 : Le prix du silence de Jacques Ertaud
- 1990 : Notre Juliette de François Luciani : Louis
- 1991 : L'Huissier de Pierre Tchernia
- 1991 : Les Ritals  de Marcel Bluwal
- 1991 : Appelez-moi Tonton de Dominique Baron : Hervé
- 1991 : Le nid de vipères de Joannick Desclercs
- 1991 : L'Impure de Paul Vecchiali
- 1991 : La Maison vide de Denys Granier-Deferre
- 1992 : Aldo tous risques de Claude Vital : le fils Besson
- 1992 : Le droit d'aimer de Michael Ray Rhodes
- 1993 : Grossesse nerveuse de Denis Rabaglia : Mathieu
- 1994 : La fille du roi de Philippe Triboit : Titi
- 1994 : L'Île aux mômes de Caroline Huppert : Alexandre
- 1995 : Le sang du renard de Serge Meynard : Jean-Noël
- 1996 : La Bougeotte de Jean-Claude Morin : Gabriel
- 1997 : Sud lointain de Thierry Chabert : Cyril enfant
- 1997 : Entre terre et mer ou Le Grand Banc de Hervé Baslé : Félix Guibert
- 1998 : Belle Grand-mère de Marion Sarraut : Victor
- 2000 : L'Ami de Patagonie de Olivier Langlois
- 2001 : Fred et son orchestre de Michaëla Watteaux
- 2002 : Fred et son orchestre 2 de Michaëla Watteaux
- 2003 : Belle Grand Mère "La Trattoria" : Victor
- 2010 : Je, François Villon, voleur, assassin, poète... de Serge Meynard : Pichard
- 2013 : Les experts Palavas de Marc Waimber : pilote série

#### Séries télévisées
- 1987 : Palace épisode 2 de Jean-Michel Ribes
- 1999 : Boulevard du palais de Jacques Malaterre : Vincent
- 2000 : Lyon police spéciale de Bertrand Arthuys
- 2001 : PJ de Benoît d'Aubert : Florent (épisode "Inceste")
- 2001 : Commissaire Moulin : Nicolas Fournier (épisode "Le Petit Homme")
- 2005 : Les Enquêtes d'Éloïse Rome : Jérémie Bayard (épisode "Cinq de cœur")
- 2005 : PJ de Gérard Vergez
- 2007 : Fabien Cosma : Lucas (épisode "Traitement de cheval")
- 2009 : Équipe médicale d'urgence : Tom (épisode "Paparazzi")
- 2010 : Équipe médicale d'urgence (épisode "Je t'aime un peu, beaucoup")

## Doublage

### Cinéma

#### Films
- 1992 : Maman, j'ai encore raté l'avion ! : Fuller (Kieran Culkin)
- 1992 : Les Petits Champions : Peter (J. D. Daniels)
- 1992 : Ninja Kids : Michael « Ramdam » Douglas (Chad Power)
- 1993 : Nuits blanches à Seattle : Jonah Baldwin (Ross Malinger)
- 1993 : La Liste de Schindler : Olek Rosner (Kamil Krawiec)
- 1993 : Il était une fois le Bronx : Calogero « C » Anello à 9 ans (Francis Capra)
- 1994 : La Rivière sauvage : Roarke Hartman (Joseph Mazzello)
- 1994 : Super Noël : Charlie Calvin (Eric Lloyd)
- 1995 : Jumanji : Alan Parish (enfant) (Adam Hann-Byrd)
- 1997 : Chérie, nous avons été rétrécis : Mitch Szalinski (Jake Richardson)
- 2005 : The King : Paul Sandow (Paul Dano)
- 2017 : You Get Me : Gil (Nash Grier)
- 2025 : Freaky Friday 2 : Encore dans la peau de ma mère : ? (?)

#### Films d'animation
- 1942[1] : Bambi : Panpan jeune
- 1991 : Fievel au Far West : Fievel Souriskewitz
- 1994 : Le Roi lion : Simba enfant
- 1994 : Poucelina : la petite abeille
- 1998 : Fievel et le Trésor perdu : Tony Toponi
- 2001 : La Cour de récré : Vive les vacances ! : Vince LaSalle
- 2001 : La Cour de récré : Les Vacances de Noël : Vince LaSalle
- 2003 : La Cour de récré : Les petits contre-attaquent : Vince LaSalle
- 2005 : Heidi : Peter
- 2006 : Holidaze : Il faut sauver Noël : Rusty

### Télévision

#### Téléfilm
2015 : Les Dessous de Melrose Place : ? ( ? )

#### Séries télévisées
- 1993-1998 : Incorrigible Cory : Stuart Minkus (Lee Norris) (23 épisodes)
- 2000-2002 : Sept à la maison : Mike Pierce (Jer Adrianne Lelliott) (10 épisodes)
- 2000-2003 : Le Clan du bonheur (de) : Severin Borkmann (David Lütgenhorst) (36 épisodes)
- 2003-2006 : Roméo ! : Romeo Miller (Lil' Romeo) (48 épisodes)
- 2004-2005 : Les Quintuplés : Patton Chase (Ryan Pinkston) (22 épisodes)
- 2004-2005 : Malcolm : Chad (Cameron Monaghan) (6 épisodes)
- 2004-2005 : Summerland : Cameron Bale (Zac Efron) (saison 2, 16 épisodes)
- 2004-2006 : Darcy : Eli (Kerry Michael Saxena) (33 épisodes)
- 2005-2006 : Surface : Miles James Barnett (Carter Jenkins) (15 épisodes)
- 2005-2010 : Degrassi : La Nouvelle Génération : Peter Stone (Jamie Johnston) (131 épisodes)
- 2006-2007 : Morte de honte ! : Leon Lipowski (Luke Erceg) (26 épisodes)
- 2006-2009 : Le Rêve de Diana : Jan Niklas Berg (Ben Roschinski puis Jörg Rhode)
- 2007-2008 : Jordan : Joaquin Osmando Montez (Eddy Martin (en)) (30 épisodes)
- 2007-2010 : Buzz Mag : Michael Davies (Demetrius Joyette) (68 épisodes)
- 2009 : Big Love : Franky (Mark L. Young) (4 épisodes)
- 2009-2011 : United States of Tara : Marshall Gregson (Keir Gilchrist) (36 épisodes)
- 2010 : Physique ou Chimie : Diego (Diego Ramírez) (3 épisodes)
- 2011 : American Horror Story : Dallas (Kyle Davis) (4 épisodes)
- 2011-2012 : The Killing : Jasper Ames (Richard Harmon) (6 épisodes)
- 2015 : Between : Vincent (Canute Gomes) (4 épisodes)
- 2015 : Tyrant : Kasim Al-Yazbek (Armin Karima) (7 épisodes)
- 2018-2022 : Élite : Samuel García Domínguez (Itzan Escamilla) (40 épisodes)
- 2019 : Young Sheldon : Bryan (Jordan Leer) (saison 2, épisodes 13, 14 et 16)
- 2022 : Ag3nda : Damiano (Narciso Santiago) (saison 1)
- 2023 : Acharnés : Brody (Mar Sudac) (saison 1, épisode 5)

#### Séries d'animation
- 1992 : Sophie et Virginie : Paul (voix de remplacement)
- 1994 : Gargoyles, les anges de la nuit : Tom (épisodes 1 et 2)
- 1995 : Les Contes de Pierre Lapin et ses Amis : Pierre Lapin
- 1997-2000 : Timothy et ses peluches : Timothy
- 1997-2001 : La Cour de récré : Vince LaSalle
- 2005 : Bratz : Dylan
- 2005-2007 : Bravo Gudule : Bertrand
- 2005-2008 : The Boondocks : Huey Freeman
- 2006 : Afro Samurai : voix additionnelles
- 2006-2009 : Les Remplaçants : Todd Daring
- 2006-2010 : Fifi et ses floramis : Baboo
- 2007 : Docteur Dog : Kev
- 2007-2013 : Georges le petit curieux : Billy
- 2007-2010 : Manny et ses outils : Elliot
- 2009-2011 : Super Hero Squad : Reptil
- 2010-2012 : Le Petit Prince : Thery (Planète du Gargand)
- 2010-2020 : Les Octonauts : Kwazii et Peso
- 2011-2014 : Toriko : Komatsu
- 2011-2014 : Baskup - Tony Parker : Mamba
- 2012-2014 : Monsuno : Beyal
- 2012-2015 : Le Ranch : Hugo
- 2013-2014 : Les Singestronautes : Wally
- 2014 : Haikyū!! : Kōshi Sugawara (1er doublage, saison 1)
- 2014 : Rage of Bahamut: Genesis : Hamsa et Michael
- 2015-2016 : Bob le bricoleur : Léo
- 2015-2017 : Harvey Beaks : Dade
- 2019-2020 : 7 Seeds : Sakuya Yamaki
- 2019-2020 : Oswaldo : Tobias
- 2021 : 86: Eighty-Six : Louis Kino
- 2023 : Scott Pilgrim prend son envol : Neil « Young » Nordegraf[2]

### Jeux vidéo
- 1999 : Le Roi lion : Atelier de jeux : Simba
- 2007 : Harry Potter et l'Ordre du Phénix : Colin Crivey et voix additionnelles
- 2021 : Ratchet and Clank: Rift Apart : voix additionnelles